# Aradeti
Aradeti – wieś w Gruzji, w regionie Wewnętrzna Kartlia. W 2014 roku liczyła 432 mieszkańców.